# Ctenotus leonhardii
Ctenotus leonhardii este o specie de șopârle din genul Ctenotus, familia Scincidae, descrisă de Sternfeld 1905. A fost clasificată de IUCN ca specie cu risc scăzut. Conform Catalogue of Life specia Ctenotus leonhardii nu are subspecii cunoscute.